# 大阪府道166号鴻池新田停車場線
大阪府道166号鴻池新田停車場線（おおさかふどう166ごう こうのいけしんでんていしゃじょうせん）は、大阪府東大阪市から大東市に至る一般府道である。

## 地理
東大阪市鴻池本町から大東市諸福4丁目に至る。

### 路線データ
- 起点：大阪府東大阪市鴻池本町（鴻池駅前交差点、大阪府道167号鴻池新田停車場鴻池線起点）
- 終点：大阪府大東市諸福4丁目（諸福交差点、大阪府道・奈良県道8号大阪生駒線交点）

## 路線状況

### 道路施設

#### 橋梁
- 鴻池橋（寝屋川、東大阪市 - 大東市）

## 地理

### 通過する自治体
- 大阪府
  - 東大阪市 - 大東市

### 交差する道路
| 交差する道路                      | 市町村名 | 交差する場所 | 交差する場所          |
| --------------------------------- | -------- | ------------ | --------------------- |
| 大阪府道167号鴻池新田停車場鴻池線 | 東大阪市 | 鴻池本町     | 鴻池駅前交差点 / 起点 |
| 大阪府道・奈良県道8号大阪生駒線   | 大東市   | 諸福4丁目    | 諸福交差点 / 終点     |

### 沿線
- JR西日本片町線 鴻池新田駅
- 河内警察署 鴻池駅前交番
- 三菱UFJ銀行 鴻池新田支店
- 大阪商工信用金庫 鴻池支店
- 太成学院大学付属高等学校・中学校
- 大東市立諸福中学校
- 四條畷警察署 諸福交番